# Ivo Štakula
Ivo Štakula (Ragusa, 25 febbraio 1923 – Melbourne, 26 ottobre 1958) è stato un pallanuotista jugoslavo, vincitore di una medaglia d'argento all'olimpiade di Helsinki 1952.